# Jan Březina
Jan Březina (ur. 14 kwietnia 1954 w Konicach) – czeski polityk, inżynier, poseł do Parlamentu Europejskiego VI i VII kadencji.

## Życiorys
Z wykształcenia inżynier górnictwa, w 1978 ukończył studia w Wyższej Szkole Górniczej w Ostrawie.
W działalność polityczną zaangażował się na początku lat 90., przystępując do Unii Chrześcijańskiej i Demokratycznej – Czechosłowackiej Partii Ludowej. W 1995 wszedł w skład władz okręgowych, a w 2000 w skład władz krajowych tego ugrupowania. Od 1995 do 1996 był zastępcą burmistrza Uničova, następnie kierował urzędem rejonowym w Ołomuńcu. W latach 2000–2004 sprawował urząd hetmana kraju ołomunieckiego. Od 1999 zasiadał w Komitecie Regionów.
W 2004 z listy KDU-ČSL uzyskał mandat deputowanego do Parlamentu Europejskiego. W VI kadencji PE przystąpił do grupy EPP-ED, pracował w Komisji Przemysłu, Badań Naukowych i Energii. W wyborach w 2009 został wybrany na drugą z rzędu kadencję. W 2012 wystąpił z KDU-ČSL. Nie kandydował w wyborach w 2014.
Od 2006 wybierany także do rady miejskiej w Uničovie, w 2014 z powodzeniem ubiegał się o reelekcję jako bezpartyjny kandydat z listy swojego byłego ugrupowania KDU-ČSL.